# Liste der Baudenkmäler in Marl
Die Liste der Baudenkmäler in Marl enthält die denkmalgeschützten Bauwerke auf dem Gebiet der Stadt Marl im Kreis Recklinghausen in Nordrhein-Westfalen (Stand: September 2024). Diese Baudenkmäler sind in der Denkmalliste der Stadt Marl eingetragen; Grundlage für die Aufnahme ist das Denkmalschutzgesetz Nordrhein-Westfalen (DSchG NRW).

| Bild | Bezeichnung | Lage | Beschreibung | Bauzeit                            | Eingetragen seit | Denkmal- nummer |
| --- | --- | --- | --- | ---------------------------------- | ---------------- | --------------- |
| Ackerbürgerhaus (Querdeele) | Ackerbürgerhaus (Querdeele) | Polsum Brüggenpoth 21 | | 1729                               | 20.3.1985        | 1               |
| abgebrannt, wird gelöscht | abgebrannt, wird gelöscht | Alt-Marl Im Örtchen 4 | |                                    |                  | 2               |
| Bauernhaus, Vierständerbau | Bauernhaus, Vierständerbau | Frentrop Alter Polsumer Weg 11 | | 1781                               | 25.3.1985        | 3               |
| Gut Leuchterhof, ehem. Kloster, nur das Herrenhaus erhalten                                                                                 | Gut Leuchterhof, ehem. Kloster, nur das Herrenhaus erhalten                                                                                 | Frentrop Klosterstraße 18 | | 1715                               | 28.3.1985        | 4 Wikidata      |
| Wohnhaus, Kolonie Brassert | Wohnhaus, Kolonie Brassert | Brassert Brassertstraße 85 | | um 1920                            | 13.6.1985        | 5               |
| Wohnhaus, Kolonie Brassert | Wohnhaus, Kolonie Brassert | Brassert Brassertstraße 87 | | um 1920                            | 13.6.1985        | 6               |
| Wohnhaus, Kolonie Brassert | Wohnhaus, Kolonie Brassert | Brassert Brassertstraße 89 | | um 1920                            | 13.6.1985        | 7               |
| Wohnhaus, Kolonie Brassert | Wohnhaus, Kolonie Brassert | Brassert Brassertstraße 93 | | um 1920                            | 13.6.1985        | 8               |
| Wohnhaus, Kolonie Brassert | Wohnhaus, Kolonie Brassert | Brassert Brassertstraße 95 | | um 1920                            | 13.6.1985        | 9               |
| Ackerbürgerhaus (Querdeele), um 1750seit 1830 als Gaststätte genutzt                                                                        | Ackerbürgerhaus (Querdeele), um 1750 seit 1830 als Gaststätte genutzt                                                                       | Alt-Marl Hochstraße 1 | | um 1750                            | 26.6.1985        | 10              |
| Pfarrhaus St. Georg | Pfarrhaus St. Georg | Alt-Marl Im Örtchen 7 | | 1927/28                            | 15.1.1986        | 11              |
| giebelst. Ackerbürgerhaus | giebelst. Ackerbürgerhaus | Polsum Kolpingstraße 10 | | um 1800                            | 8.9.1986         | 12              |
| Gründerzeithaus, Gaststätte | Gründerzeithaus, Gaststätte | Polsum Dorfstraße 7 | | 1907                               | 10.7.1987        | 13              |
| Ackerbürgerhaus, Gaststätte, ehemals verschindelt, heute verschiefert                                                                       | Ackerbürgerhaus, Gaststätte, ehemals verschindelt, heute verschiefert                                                                       | Polsum Kolpingstraße 2 | | 1793                               | 10.7.1987        | 14              |
| Ackerbürgerhaus, Fachwerk, um 1700, Schankerlaubnis seit 1732, heute Gaststätte „Lindenhof“                                                 | Ackerbürgerhaus, Fachwerk, um 1700, Schankerlaubnis seit 1732, heute Gaststätte „Lindenhof“                                                 | Alt-Marl Breite Straße 17 | |                                    | 10.7.1987        | 15              |
| Wassermühle (erstmals erwähnt: 1514) mit Wohnhaus des Müllers (um 1770), Ackerbürgerhaus mit Querdeele, heute:Heimatmuseum, renoviert: 2003 | Wassermühle (erstmals erwähnt: 1514) mit Wohnhaus des Müllers (um 1770), Ackerbürgerhaus mit Querdeele, heute:Heimatmuseum, renoviert: 2003 | Alt-Marl Am Volkspark 14 | | vor 1514                           | 10.7.1987        | 16              |
| weitere Bilder | Gründerzeithaus, 1. Apotheke | Alt-Marl Loestraße 4 | | 1907                               | 10.7.1987        | 17              |
| | Gründerzeithaus, 1912, GELÖSCHT | | |                                    |                  | 18              |
| | Fachwerkhaus; viele originale Bauteile: Haustür, Fenster, Gefache (im Februar 2014 abgerissen)                                              | Alt-Marl Loestraße 35 | | um 1780                            | 10.7.1987        | 19              |
| Querdeelenhaus, vorm. Pfarrhaus | Querdeelenhaus, vorm. Pfarrhaus | Alt-Marl Im Örtchen 8 | | 1757                               | 10.7.1987        | 20              |
| weitere Bilder | 2 Fördertürme der Zeche Auguste Victoria | Hüls Victoriastraße 43 | deutsche Strebengerüste | 1905/07                            | 10.7.1987        | 21              |
| Dampffördermaschinen der Schächte I/II der Zeche Auguste Victoria samt ihren Gebäudehüllen                                                  | Dampffördermaschinen der Schächte I/II der Zeche Auguste Victoria samt ihren Gebäudehüllen                                                  | Hüls Victoriastraße 43 | gehören zur 3. Gründungswelle im Ruhrbergbau | 1908/11                            | 13.7.2010        | 21a             |
| Wohnhaus, Kolonie Brassert, Putzbau | Wohnhaus, Kolonie Brassert, Putzbau | Brassert Plaggenbrauckstr. 46–56 | | 1910/14                            | 27.3.1987        | 22              |
| Wohnhaus, Kolonie Brassert, Putzbau | Wohnhaus, Kolonie Brassert, Putzbau | Brassert Plaggenbrauckstr. 58-72 | | 1910/14                            | 27.3.1987        | 23              |
| kleines Fachwerkhaus im alten Dorfkern, umgebaut                                                                                            | kleines Fachwerkhaus im alten Dorfkern, umgebaut                                                                                            | Alt-Marl Im Örtchen 3 | | 1859                               | 28.9.1988        | 24              |
| Bauernhaus mit Brunnen | Bauernhaus mit Brunnen | Lippe Lippestraße 221 | Vierständerhaus, saniert 2004–2005 | 1801                               | 1.3.1989         | 25              |
| weitere Bilder | Wegekapelle | Löntrop(-Korthausen) Ecke Korthauser Weg/Hülsbergstraße | | 1909/1910                          | 23.2.1989        | 26              |
| Kötterhaus | Kötterhaus | Drewer Wellerfeldweg 1 | | um 1850                            | 5.4.1995         | 27              |
| Wohn- und Geschäftshaus | Wohn- und Geschäftshaus | Brassert Brassertstraße 91 | | 1912                               | 22.6.1991        | 28              |
| Figur des Hl. Josef mit Gitter | Figur des Hl. Josef mit Gitter | Sickingmühle-Herne Herner Weg/Im Mersch | | um 1900                            | 14.2.1991        | 29              |
| stattliches Bauernhaus | stattliches Bauernhaus | Lippe Wulfener Straße 11 | Vierständerhaus | 1711, Wohnbereich 1895 umgestaltet | 14.2.1991        | 30              |
| Ehem. Bahnhof Lippramsdorf, heute: Café | Ehem. Bahnhof Lippramsdorf, heute: Café | Oelde Oelder Weg 36 Karte | malerischer Backsteinbau | um 1900, saniert: 2002             | 13.5.1991        | 31              |
| Ehrenmal „Den Opfern politischen Unrechts“                                                                                                  | Ehrenmal „Den Opfern politischen Unrechts“                                                                                                  | Hüls Droste-Hülshoff-Straße Karte | | errichtet; 1933 verändert: 1945    | 15.7.1992        | 32              |
| stattliches Bauernhaus mit Nebenanlagen | stattliches Bauernhaus mit Nebenanlagen | Drewer Freerbruchstraße 135 | | 1880 renoviert: 1990               | 20.7.1992        | 33              |
| weitere Bilder | Förderturm (Kastenprofile) der Zeche Auguste Victoria, Schacht IV/V, 1937 Erzschacht, Abbau bis 1962 (bis 1995 nationale Erzreserve)        | Drewer In den Kämpen | |                                    | 5.4.1995         | 34              |
| weitere Bilder | Ev. Erlöserkirche mit Glockenturm | Brassert Schachtstraße 94 | Architekt: Otto Bartning, seine letzte realisierte Kirchenplanung, entweiht 2014 | 1957                               | 25.6.1993        | 35              |
| Feuerwehrgerätehaus (Backstein) | Feuerwehrgerätehaus (Backstein) | Hüls-Alt-Lenkerbeck Hülsbergstraße 78 | Technisches Kulturdenkmal | 1928                               | 22.12.1993       | 36              |
| Grimme-Institut | Grimme-Institut | Marl-Mitte Eduard-Weitsch-Weg 25 | erste neu errichtete Volkshochschule („Insel“) in einem eigenen Gebäude nach dem Zweiten Weltkrieg in der BRD, Arch.: Günther Marschall, in Anlehnung an Entwürfe des Arch. Alvar Aalto | 1955                               | 18.11.1999       | 37              |
| Bereitschaftssiedlung der IG. Farben Industrie AG                                                                                           | Bereitschaftssiedlung der IG. Farben Industrie AG                                                                                           | Drewer Kampstraße 86-106, 107-113, 119-125; Wolfener Straße 1,2,4; Uerdinger Straße 7, 2 – 14; Oppauer Straße 2- 16; Ludwigshafener Straße 1-9, 2-8; Leverkusener Straße 1-29, 2-22; Höchster Straße 1, 2-20; Leunaer Straße 1-23, 2-34; Hiberniastraße 1-49, 2-50; Bitterfelder Straße 1-55, 2-22; Lipper Weg 111-113, 151-153, 155-157, 187-189, 118-138, 168-188; | Werkswohnungsbau mit Gartenstadt-Charakter, Vorbild für den gestalterischen Stil: Arch. Paul Schmitthenner, außer bei 5 Gebäuden ist nur das äußere Erscheinungsbild geschützt, des Weiteren die Vorgartenzonen und das Straßenbegleitgrün, Garagenhöfe und Technikgebäude                                                                                   | 1936–1942                          | 20.10.2003       | 38              |
| weitere Bilder | Grund- und Musikschule | Drewer Westfalenstraße 68a | Arch. Prof. Hans Scharoun, international bedeutendstes Denkmal der Stadt Marl, vorbildliche Umsetzung des weitsichtigen und kindgerechten pädagogischen Konzeptes des Architekten in gestalterisch hochwertige Räume, dementsprechende Verwendung gezielt unter baubiologischen Gesichtspunkten ausgewählter Materialien, Pavillon-Typ                       | 1964–1971                          | 17.3.2004        | 39              |
| weitere Bilder | Rathaus Marl | Marl-Mitte Creiler Platz 1 | Das von den holländischen Architekten van den Broek und Jacob Bakema nach ihrem Sieg in einem internationalen Wettbewerb in den Jahren 1960 bis 1967 im neuen Zentrum der Stadt errichtete Rathaus. Stahlbetonhängekonstruktion der Bürotürme; sorgfältige,elegante Gestaltung welche sich auch in der Materialwahl niederschlägt. Rathaus als „STADT-KRONE“ | 1960–1967                          | 18.11.2015       | 40              |
| Ehemalige evangelische Pfarrkirche "Kreuzkirche"                                                                                            | Ehemalige evangelische Pfarrkirche "Kreuzkirche"                                                                                            | Sinsen Goldregenstraße 17 | | 1968-1969                          | 29.09.2020       | 41              |
| | Ehemalige Volksschule | Mitte Kampstr.8 | | 1966-1968                          | 29.09.2020       | 42              |
| Katholische Filialkirche „Herz-Jesu“ | Katholische Filialkirche „Herz-Jesu“ | Hüls Friedrichstr.25 | | 1958/1959                          | 17.11.2022       | 43              |
| | Katholische Pfarrkirche | Hamm Bachackerweg 128 | | 1958/1959                          | 30.11.2022       | 44              |
| | Katholische Kirche | Lenkerbeck Hülsbergstraße | | 1962/1963                          | 30.11.2022       | 45              |
| Katholische Pfarrkirche St. Georg | Katholische Pfarrkirche St. Georg | Alt-Marl Altmarkt | | 1856-1859                          | 06.11.2023       | 46              |
| Römisch-katholische Kirche St. Pius X | Römisch-katholische Kirche St. Pius X | Brassert Matthias-Claudius-Str. 51 | | 1964-1965                          | 10.11.2023       | 47              |
| | Ehemalige katholische Kirche St. Konrad | Sinsen Tannen Str. 3 | | 1956-1957                          | 14.12.2023       | 48              |
| Tribünenüberdachung, Sitztribüne im Bereich des Jahnstadions                                                                                | Tribünenüberdachung, Sitztribüne im Bereich des Jahnstadions                                                                                | Hüls Hülsstr. 69 / Otto-Hue-Str. | Architekt Aribert Riege, Tribünenüberdachung inspiriert durch Schrägseilbrücken | 1962-1964                          | 06.05.2025       | 49              |